# یوآنا کوروفسکا
یوآنا کوروفسکا (لهستانی: Joanna Kurowska؛ زادهٔ ۲۵ نوامبر ۱۹۶۴) بازیگر اهل لهستان است.
از فیلم‌ها یا مجموعه‌های تلویزیونی که وی در آن‌ها نقش داشته است، می‌توان به خویشاوندان سببی،شمش‌سازان، خانواده جایگزین، خانه کشیش، حوزه استحفاظی ۱۳، حوزه استحفاظی ۱۳، قسمت دوم، جهان به روایت خانواده کیپسکی، در خوشی و سختی، بدهی، در خیابان سپولنی، عشق اول، پرستار کودک، ماگدا ام.، قانون حقیقی، طایفه، پدر متیو و رنگ‌های خوشبختی اشاره نمود.